# David Lega
David Lega (ur. 12 października 1973 w Göteborgu) – szwedzki polityk, przedsiębiorca, pływak i paraolimpijczyk, poseł do Parlamentu Europejskiego IX kadencji.

## Życiorys
Urodził się z paraliżem obu ramion i upośledzeniem mięśni nóg. Porusza się na wózku inwalidzkim. Zaczął trenować pływanie, dwukrotnie wystąpił na letnich igrzyskach paraolimpijskich – w 1996 w Atlancie i w 2000 w Sydney. W drugiej połowie lat 90. wywalczył m.in. trzy złote medale na mistrzostwach świata. W trakcie kariery sportowej ustanowił kilkanaście rekordów świata w pływaniu.
Ukończył studia z zakresu ekonomii i prawa na Uniwersytecie w Göteborgu. Zawodowo związany z sektorem prywatnym jako właściciel i współwłaściciel kilku przedsiębiorstw m.in. z branży odzieżowej. Został też profesjonalnym mówcą z zakresu rozwoju osobistego. W 2005 wyróżniony tytułem „The Outstanding Young Person of the World” (TOYP) przez Junior Chamber International.
Działacz Chrześcijańskich Demokratów. W 2011 został członkiem władz miejskich Göteborga. Od 2012 do 2015 pełnił funkcję drugiego wiceprzewodniczącego swojego ugrupowania. W 2019 uzyskał mandat posła do Parlamentu Europejskiego IX kadencji.